# David Kriegel
David Kriegel (New York, 1969) è un attore statunitense.

## Biografia
È conosciuto in Italia soprattutto per la partecipazione al film The Accidental Detective (2003) di Vanna Paoli. È sposato e ha 4 figli, non è più attivo come attore dal 2005.

## Filmografia

### Cinema
- Slumber Party Massacre III, regia di Sally Mattison (1990)
- Alive - Sopravvissuti (Alive), regia di Frank Wilson Marshall (1993)
- I Cavalieri Delta (Quest of the Delta Knights), regia di James Dodson (1993)
- Speed, regia di Jan de Bont (1994)
- Il tuo amico nel mio letto (Sleep with Me), regia di Rory Kelly (1994)
- Via da Las Vegas (Leaving Las Vegas), regia di Mike Figgis (1995)
- The Accidental Detective, regia di Vanna Paoli (2003)

### Televisione
- Beverly Hills 90210 - serie TV, 1 episodio (1992)
- La signora in giallo (Murder, She Wrote) - serie TV, 1 episodio 10x04 (1993)
- The Last Frontier - serie TV, 6 episodi (1996)
- Jarod il camaleonte (The Pretender) - serie TV, 1 episodio (1998)
- NYPD - New York Police Department (NYPD Blue) - serie TV, 1 episodio (1998)
- Streghe (Charmed) - serie TV, 1 episodio (1999)
- Providence - serie TV, 1 episodio (2001)
- Il tocco di un angelo (Touched by an Angel) - serie TV, 1 episodio (2002)

## Doppiatori italiani
- Corrado Conforti in Alive - Sopravvissuti
- Fabrizio Vidale in Speed
- Manfredi Aliquò in Il tuo amico nel mio letto